# Sunua
Sunua is een bestuurslaag in het regentschap Padang Pariaman van de provincie West-Sumatra, Indonesië. Sunua telt 6594 inwoners (volkstelling 2010).